# Mount Maitland (Grenada)
Der Mount Maitland ist ein 397 Meter hoher Gipfel des zentralen Schichtvulkans im Südwesten der karibischen Insel Grenada. Er bildet zusammen mit Mount Lebanon (598 m), Mount Sinai (594 m) und South East Mountain (492 m) einen Bergkamm, der sich von St. George’s im Südwesten nach Nordosten zieht und am Balthazar River in der Nähe von Grenville endet. Der Mount Maitland ist der erste Gipfel dieses Kammes, der sich östlich und oberhalb von St. George’s im Parish Saint David erhebt.